# Кузнецов, Юрий Кириллович
   Родился 26 февраля 1942 г. в г. Ленинакан.
   Окончил Одесское общевойсковое командное училище (1965), Военную академию им. М. В. Фрунзе (1973), Военную академию ГШ ВС СССР (1985).
   Службу проходил на должностях командира учебного взвода, роты, начальника штаба и командира полка, начальника штаба дивизии. С 1981 г. командир дивизии, с 1984 г. — командир армейского корпуса, с 1987 г. — командующий армией, в 1989–1992 гг. — первый заместитель командующего войсками Закавказского военного округа, генерал-лейтенант (1989).
   С 1992 г. по 1994 г. начальник штаба — первый заместитель командующего войсками Одесского военного округа.
   С августа 1996 г. в запасе. Награжден орденом «За службу Родине в ВС СССР» 3-й ст., медалями.